# Franc Plestenjak
Franc Plestenjak, slovenski častnik, * 11. september 1953, Vrhnika.

## Odlikovanja in priznanja
- bronasta medalja generala Maistra (11. maj 1998)
- srebrna medalja Slovenske vojske (8. maj 2002)